# Parti japonais de l'innovation (2014)
Pour l’article homonyme, voir Parti japonais de l'innovation (2015).
Le Parti japonais de l'innovation (維新の党, Ishin no tō), dont le nom officiel en anglais est Japan Innovation Party, était un parti politique japonais créé officiellement le 21 septembre 2014 par la fusion de l'Association pour la restauration du Japon (ARJ) et du Parti de l'unité. Il était co-présidé par les dirigeants de ces deux derniers mouvements, respectivement Tōru Hashimoto et Kenji Eda (en), et siègeait à la fois à Tokyo et Osaka. Se définissant comme une troisième voie entre les traditions du conservatisme et du libéralisme au Japon, il prônait une « restauration » ou rupture profonde d'intensité égale à celle de la Restauration de Meiji. Il défendait une révision de la constitution, une réduction du poids de l'État, un renforcement important des compétences des gouvernements locaux et une sortie progressive du nucléaire civil.
En mai 2015, Kenji Eda (en) a démissionné de son poste de Président du parti pour assumer la défaite de celui-ci lors du referendum sur la simplification administrative d'Osaka. Yorihisa Matsuno a été choisi par les parlementaires du parti pour lui succéder.
Le 27 mars 2016, le Parti de la restauration s'est dissous pour participer à la fondation du nouveau Parti démocrate progressiste.